# Tojo Una-Una (Regierungsbezirk)
Tojo Una-Una ist ein Regierungsbezirk (Kabupaten) auf der indonesischen Insel Sulawesi. Der Bezirk ist Teil der Provinz Sulawesi Tengah (Zentralsulawesi). Verwaltungssitz ist der Küstenort Ampana Kota.

## Geographie
Der Bezirk hat mit seiner Fläche von 5.472,86 km² einen 5. Rang inne, bei einem Provinzanteil von 9,05 Prozent.

### Lage und Ausdehnung
Östlich des Zentrums der Insel Sulawesi gelegen, besteht Tojo Una-Una aus zwei Teilen, einer Inselgruppe in Gewässern zwischen der Waleastraße (indonesisch Selat Walea) und dem Golf von Tomini (indonesisch Teluk Tomini). Der Hauptteil („Mainland“) auf der Hauptinsel Sulawesi grenzt im Osten an den Kabupaten Banggai (Grenzfluss ist der Balingara), im Süden an Morowali Utara und im Westen an Poso (Grenzfluss ist der Malei). Der Bezirk wird von vielen Flüssen durchzogen, die alle nördlich in den Tominigolf münden. Deren natürliche Küste ist auch die längste Grenze im Bezirk.
Zum Kabupaten gehören 480 Inseln, nur 6 werden nicht dem Archipel der Togean-Inseln zugerechnet. Diese bilden den Nationalpark Taman Nasionlal Kepulauan Togean. Batudaka, Togean, Talatakah, Walea Kodi und Walea Besar sowie das nördliche Unauna sind die größten Inseln. Ihr Flächenanteil betrug zur Volkszählung 2020 0,15 Prozent (763,33 km²) und der Bevölkerungsanteil immerhin 33,85 Prozent (41.434).

### Grenzpunkte
Der Regierungsbezirk Tojo Una-Una liegt südlich des Äquators und hat folgende äußere Grenzpunkte:
| Richtung | Kode            | Kec.          | Desa           | Koordinaten         |
| -------- | --------------- | ------------- | -------------- | ------------------- |
| N        | 72.09.01.201500 | Una Una       | Binanguna a)00 | 00°07′16,32″ s. Br. |
| O        | 72.09.09.2006   | Walea Besar00 | Kondongan      | 122°23′56,19″ ö. L. |
| S        | 72.09.07.2001   | Tojo Barat    | Malei Tojo     | 01°39′03,76″ s. Br. |
| W        | 72.09.07.2001   | Tojo Barat    | Malei Tojo     | 120°53′12,49″ ö. L. |

## Verwaltungsgliederung
Der Bezirk gliedert sich in 12 administrative Distrikte (Kecamatan) mit 146 Dörfern (indonesisch Desa), von denen 12 als Kelurahan städtisch geprägt sind. Eine weitere Unterteilung erfolgt in 364 Dusun, 730 Rukun Tetangga (RT) und 51 Rukun Warka (RW), wobei allerdings nur vier Kecamatan über RW verfügen: Walea Kepulauan, Ampana Tete, Ampana Kota und Ratolindo. In der Tabelle wurden die zu den Togean-Inseln gehörenden 6 Kecamatan eingefärbt.

Die Lage der Kecamatan im Kabupaten

| Code 1)  | Kecamatan Distrikt | Ibukota Verwaltungssitz | Fläche (km²) | Einw. Zensus 2010 2) | Volkszählung 2020 3) | Volkszählung 2020 3) | Volkszählung 2020 3) | Anzahl der Desa |
| Code 1)  | Kecamatan Distrikt | Ibukota Verwaltungssitz | Fläche (km²) | Einw. Zensus 2010 2) | Einw. 3)             | 0Dichte 4)0          | Sex Ratio 5)         | Anzahl der Desa |
| -------- | ------------------ | ----------------------- | ------------ | -------------------- | -------------------- | -------------------- | -------------------- | --------------- |
| 72.09.01 | Una-Una            | Wakai                   | 146,16       | 12.437               | 8.236                | 56,3                 | 105,08               | 11              |
| 72.09.02 | Togean             | Lebiti                  | 229,51       | 9.099                | 10.734               | 46,8                 | 106,58               | 16              |
| 72.09.03 | Walea Kepulauan00  | Popolii                 | 67,60        | 10.293               | 5.568                | 82,4                 | 107,53               | 9               |
| 72.09.04 | Ampana Tete        | Tete A                  | 796,02       | 22.367               | 27.614               | 34,7                 | 108,60               | 20              |
| 72.09.05 | Ampana Kota        | Ampana                  | 175,42       | 40.299               | 20.854               | 118,9                | 104,63               | 10 6)           |
| 72.09.06 | Ulubongka          | Marowo                  | 1.767,11     | 15.654               | 18.272               | 10,3                 | 110,36               | 18              |
| 72.09.07 | Tojo Barat         | Tombiano                | 1.092,27     | 11.354               | 12.992               | 11,9                 | 107,41               | 13              |
| 72.09.08 | Tojo               | Uekuli                  | 1.065,48     | 12.460               | 13.928               | 13,1                 | 108,10               | 16              |
| 72.09.09 | Walea Besar        | Pasokan                 | 84,51        | 3.847                | 4.629                | 54,8                 | 111,85               | 8               |
| 72.09.10 | Ratolindo          | Sumoli                  | 61,88        | –0                   | 28.735               | 464,4                | 98,86                | 10 7)           |
| 72.09.11 | Batudaka           | Molowagu                | 151,91       | –0                   | 5.796                | 38,2                 | 107,00               | 9               |
| 72.09.12 | Talatako           | Kalia                   | 83,64        | –0                   | 6.471                | 77,4                 | 102,47               | 6               |
| 72.09    | Kab. Tojo Una-Una  | Kab. Tojo Una-Una       | 5.721,51     | 137.810              | 163.829              | 28,6                 | 105,82               | 146             |

## Geschichte

### Verwaltungsgeschichte
Durch das Gesetz 32 des Jahres 2003 wurden acht im nordöstlichen Teil des Kabupaten Poso gelegene Kecamatan abgetrennt und zum neuen Kabupaten Tojo Una-Una zusammengefasst. Dadurch verlor der „Mutterbezirk“ Poso 39,6 Prozent seiner Fläche (5.721,15 von 14.443,76 km²) und 41,1 Prozent seiner Bevölkerung (2004: 119.393 von 290.587 Einw.).
Intern erfolgten durch die Abtrennung von Dörfern die Bildung neuer Kecamatan, so:
- die Bildung des Kecamatan Walea Besar durch Ausgliederung von 7 Dörfern des Kec. Walea Kepulauan
(Regionalverordnung PERDA → Peraturan Daerah Kabupaten Tojo Una-Una Nomor 25 Tahun 2005),
- die Bildung des Kecamatan Ratolindo durch Ausgliederung von 10 Dörfern aus dem Kec. Ampana Kota (PERDA 15/2014),
- die Bildung des Kecamatan Batudaka durch Ausgliederung von 8 Dörfern aus dem Kec. Una Una (PERDA 16/2014) und
- die Bildung des Kecamatan Talatako durch Ausgliederung von 5 Dörfern des Kec. Walea Kepulauan (PERDA 17/2014).

## Demographie
Neben indonesisch werden im Regierungsbezirk zwei indigene Sprachen gesprochen: Taa (im westlichen Teile) und Pamona (im Osten).
Morowali belegt unter den 13 Untereinheiten der Provinz Sulawesi Tengah bevölkerungsmäßig Rang 9 mit einem Anteil von 5,39 Prozent. Die Bevölkerungsdichte von 31,2 Einw. je km² ist die zweitniedrigste (vor Kec. Morowali Utara mit 17,6).

### Durchschnittswerte der administrativen Einheiten
Für das Jahr 2024 wurden folgende Durchschnittswerte für Einwohnerzahl und Fläche (km²) für die Distrikte und die Dörfer ermittelt.
|                        | Kab. Tojo Una-Una0 | Kab. Tojo Una-Una0 | Prov. SULTENG0 | Prov. SULTENG0 |
| Einw.                  | Fläche             | Einw.              | Fläche         |                |
| ---------------------- | ------------------ | ------------------ | -------------- | -------------- |
| Pro Kecamatan          | 14.461             | 464,40             | 18.397         | 352,03         |
| Pro Desa + Kelurahan00 | 01.189             | 038,17             | 01.596         | 030,54         |

### Soziale Daten 2020
| Merkmal                                                             | Kab. Tojo Una-Una | 0Prov. Sulawesi Tengah0 |
| ------------------------------------------------------------------- | ----------------- | ----------------------- |
| Bevölkerung unterhalb der Armutsgrenze (Tsd.)00                     | 25,430            | 398,730                 |
| Anteil der „armen Bevölkerung“ (indonesisch Penduduk miskin) (%)000 | 16,390            | 12,920                  |
| Arbeitslosenrate (%)                                                | 2,840             | 3,180                   |
| Lebenserwartung bei der Geburt (Jahre)                              | 65,670            | 68,690                  |
| HDI-Index                                                           | 64,590            | 69,550                  |
| Analphabetenrate (in %, 15+ J.)                                     | 0,600             | 1,760                   |
| Anteil der Altersgruppen                                            | 0Real0            | 0Prozentual0            |
| Kinder (<15 J.)                                                     | 48.1030           | 29,360                  |
| arbeitsfähige Bevölkerung (15–64 J.)                                | 107.9110          | 65,870                  |
| Rentner und Pensionäre (>65 J.)                                     | 7.8150            | 4,770                   |

### Bevölkerungsfortschreibung nach Geschlecht

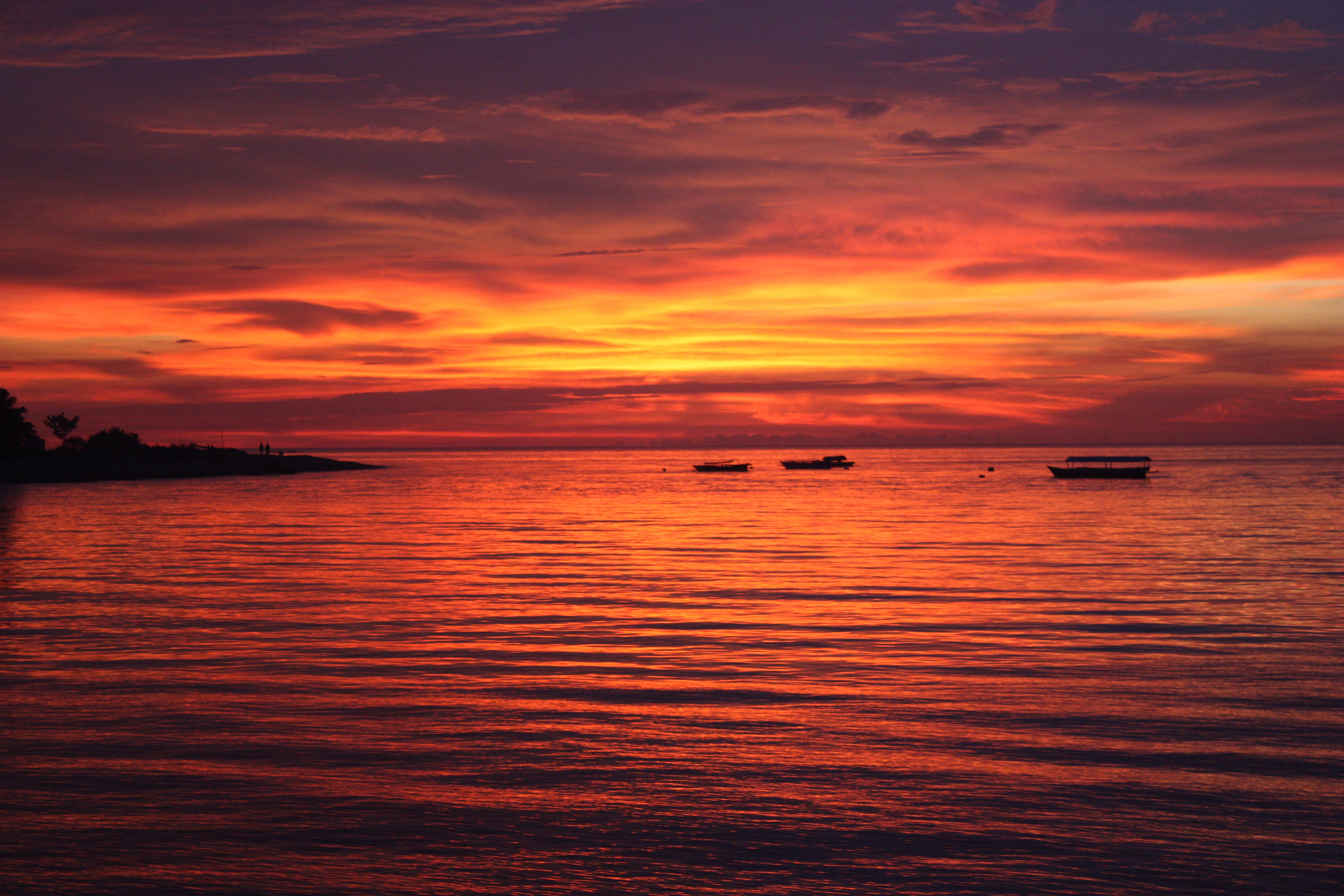
Sonnenuntergang in Ampana, 2011 aufgenommen

Der obere Teil der Tabelle (bis zum Jahr 2015) gibt die in den E-Books (Kabupaten Tojo Una-Una Dalam Angka) der Jahre 2005 bis 2016 veröffentlichten Ergebnisse der Bevölkerungsregistrierung (Fortschreibung) aus den Zivilstandsbüros (Disdukcapil, indonesisch Dinas Kependudukan dan Pencatatan Sipil) wieder, während der untere Teil (ab dem Jahr 2016) die gleiche Quelle benutzt, aber die Angaben aus einer Datenbank zitiert.
| Jahr | Gesamt- Bevölkerung | Männer | 00%00 | Frauen | 00%00 | Sex Ratio 5) |
| 2004 | 118.869             | 60.489 | 50,89 | 58.680 | 49,37 | 103,08       |
| 2005 | 126.139             | 63.353 | 50,22 | 62.786 | 49,78 | 100,90       |
| 2006 | 128.918             | 65.044 | 50,45 | 63.874 | 49,55 | 101,83       |
| 2007 | 128.918             | 65.947 | 51,15 | 63.761 | 49,46 | 103,43       |
| 2008 | 131.283             | 66.862 | 50,93 | 64.421 | 49,07 | 103,79       |
| 2009 | 133.884             | 68.572 | 51,22 | 65.312 | 48,78 | 104,99       |
| 2010 | 134.945             | 69.187 | 51,27 | 65.758 | 48,73 | 105,21       |
| 2011 | 140.358             | 72.034 | 51,32 | 68.324 | 48,68 | 105,43       |
| 2012 | 141.906             | 72.828 | 51,32 | 69.078 | 48,68 | 105,43       |
| 2013 | 143.788             | 73.630 | 51,21 | 70.158 | 48,79 | 104,95       |
| 2014 | 145.817             | 74.601 | 51,16 | 71.216 | 48,84 | 104,75       |
| 2015 | 147.536             | 75.432 | 51,13 | 72.104 | 48,87 | 104,62       |
| 2016 | 152.620             | 78.346 | 51,33 | 74.274 | 48,67 | 105,48       |
| 2017 | 157.662             | 81.070 | 51,42 | 76.592 | 48,58 | 105,85       |
| 2018 | 163.068             | 83.797 | 51,39 | 79.271 | 48,61 | 105,71       |
| 2019 | 164.579             | 84.506 | 51,35 | 80.073 | 48,65 | 105,54       |
| 2020 | 165.574             | 84.854 | 51,25 | 80.720 | 48,75 | 105,12       |
| 2021 | 166.431             | 85.304 | 51,25 | 81.127 | 48,75 | 105,15       |
| 2022 | 167.746             | 85.692 | 51,08 | 82.054 | 48,92 | 104,43       |
| 2023 | 171.340             | 87.779 | 51,23 | 83.561 | 48,77 | 105,05       |
| 2024 | 173.534             | 89.092 | 51,34 | 84.442 | 48,66 | 105,51       |

### Aktuelle Daten der Bevölkerungsfortschreibung
Nachfolgende Tabelle gibt den Einwohnerstand nach Geschlecht zur Volkszählung 2020, Ende 2021 und 2022 sowie zum Jahresende 2024 wieder. Letztere resultieren aus den Ergebnissen der Fortschreibung durch die örtlichen Zivilstandsbüros (Disdukcapil, indonesisch Dinas Kependudukan dan Pencatatan Sipil). Der aktuelle Einwohnerstand kann jederzeit in einer interaktiven Karte abgerufen werden.

| Kecamatan           | Zensus 2020 | Zensus 2020 | Zensus 2020 | Ende 2021 | Ende 2022 | Ende 2024 | Ende 2024 | Ende 2024 | Fläche km² | Bevöl kerungs dichte | Sex Ratio 5) |
| Kecamatan           | Insg.00     | männl.      | weibl.      | Ende 2021 | Ende 2022 | Insg.     | männl.    | weibl.    | Fläche km² | Bevöl kerungs dichte | Sex Ratio 5) |
| ------------------- | ----------- | ----------- | ----------- | --------- | --------- | --------- | --------- | --------- | ---------- | -------------------- | ------------ |
| Una-Una             | 4.220       | 4.016       | 8.236       | 8.315     | 8.425     | 8.561     | 4.424     | 4.137     | 287,82     | 29,74                | 106,94       |
| Togean              | 5.538       | 5.196       | 10.734      | 10.889    | 11.085    | 10.904    | 5.630     | 5.274     | 218,38     | 49,93                | 106,75       |
| Walea Kepulauan     | 2.885       | 2.683       | 5.568       | 5.608     | 5.668     | 5.712     | 2.955     | 2.757     | 182,68     | 31,27                | 107,18       |
| Ampana Tete         | 14.376      | 13.238      | 27.614      | 28.136    | 28.768    | 29.759    | 15.417    | 14.342    | 43,89      | 678,07               | 107,50       |
| Ampana Kota         | 10.663      | 10.191      | 20.854      | 21.364    | 21.963    | 22.516    | 11.515    | 11.001    | 1.301,31   | 17,30                | 104,67       |
| Ulubongka           | 9.586       | 8.686       | 18.272      | 18.517    | 18.830    | 19.860    | 10.390    | 9.470     | 123,10     | 161,33               | 109,71       |
| Tojo Barat          | 6.728       | 6.264       | 12.992      | 13.141    | 13.337    | 13.223    | 6.803     | 6.420     | 1.557,11   | 8,49                 | 105,97       |
| Tojo                | 7.235       | 6.693       | 13.928      | 14.056    | 14.234    | 15.020    | 7.743     | 7.277     | 512,04     | 29,33                | 106,40       |
| Walea Besar         | 2.444       | 2.185       | 4.629       | 4.705     | 4.799     | 4.579     | 2.432     | 2.147     | 1.231,35   | 3,72                 | 113,27       |
| Ratolindo           | 14.285      | 14.450      | 28.735      | 29.153    | 29.679    | 30.801    | 15.328    | 15.473    | 77,98      | 394,99               | 99,06        |
| Batudaka            | 2.996       | 2.800       | 5.796       | 5.858     | 5.941     | 5.985     | 3.114     | 2.871     | 98,87      | 60,53                | 108,46       |
| Talatako            | 3.275       | 3.196       | 6.471       | 6.597     | 6.749     | 6.614     | 3.341     | 3.273     | 113,71     | 58,17                | 102,08       |
| Kab. Tojo Una-Una00 | 84.231      | 79.598      | 163.829     | 166.339   | 169.478   | 173.534   | 89.092    | 84.442    | 5748,23    | 30,19                | 105,51       |